# Юйпин-Дунский автономный уезд
Юйпин-Дунский автономный уезд (кит. упр. 玉屏侗族自治县, пиньинь Yùpíng Dòngzú zìzhìxiàn) — автономный уезд городского округа Тунжэнь провинции Гуйчжоу (КНР).

## История
Во времена империи Цин, когда в стране был взят курс на интеграцию национальных меньшинств в общеимперские административные структуры, в 1727 году был создан уезд Юйпин (玉屏县).
После вхождения этих мест в состав КНР в конце 1949 года был создан Специальный район Тунжэнь (铜仁专区), и уезд вошёл в его состав. 
В декабре 1958 года уезд Юйпин был присоединён к уезду Тунжэнь, но в августе 1961 года он был воссоздан. В 1966 году на стыке уездов Тунжэнь и Юйпин был образован Особый район Ваньшань.
В 1970 году Специальный район Тунжэнь был переименован в Округ Тунжэнь (铜仁地区).
Постановлением Госсовета КНР от 7 сентября 1983 года уезд Юйпин был преобразован в Юйпин-Дунский автономный уезд.
Постановлением Госсовета КНР от 22 октября 2011 года округ Тунжэнь был преобразован в городской округ.

## Административное деление
Автономный уезд делится на 2 уличных комитета, 3 посёлка и 2 волости.